# Jonni Hellström
Karl Johan „Jonni” Hellström (ur. 13 maja 1907 w Maarianhamina, zm. w 1989 w Kanadzie) – fiński bokser.

## Kariera amatorska
Czterokrotny mistrz Finlandii: z 1923 w wadze 51 kg, 1925 w wadze 57 kg, 1926 w wadze 61 kg i 1927 w wadze 66,5 kg oraz wicemistrz kraju z 1924 w wadze 53,5 kg.
W 1928 zajął 5. miejsce na igrzyskach olimpijskich w wadze półśredniej. W pierwszej rundzie zawodów miał wolny los, w drugiej pokonał Freda Ellisa z RPA, a w ćwierćfinale przegrał z Robertem Galataudem z Francji.

## Kariera zawodowa
W latach 1930–1931 Hellström stoczył 4 walki jako profesjonalista w wadze półśredniej, z których 1 wygrał, 1 zremisował i 2 przegrał.